# Bert Heller

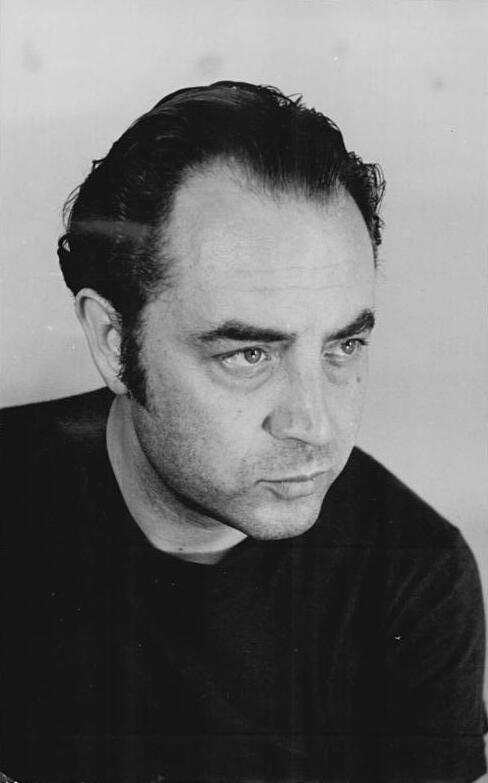
Bert Heller, 1951

Aloys Joseph Hubert Heller, seit 1964 offiziell Bert Heller (* 30. März 1912 in Haaren; † 29. April 1970 in Ost-Berlin), war ein deutscher Maler und Rektor der Kunsthochschule Berlin-Weißensee.

## Leben
Heller studierte von 1927 bis 1930 an der Kunstgewerbeschule Aachen, u. a. bei Anton Wendling und Karl Jordan. Danach machte er in der Werkstatt von Anton Wendling architekturgebundene Arbeiten und unternahm Studienreisen nach Holland, Belgien und Österreich. 1932 hatte er eine erste Ausstellung im Suermondt-Museum Aachen (gemeinsam mit Adda Kesselkaul und Richard Birnstengel). Von 1940 bis 1942 studierte er an der Kunstakademie in München bei Hermann Kaspar. Am 18. Februar 1940 beantragte er die Aufnahme in die NSDAP und wurde zum 1. April desselben Jahres aufgenommen (Mitgliedsnummer 7.948.738). Er wurde vom Dienst in der Wehrmacht freigestellt. Zu den Gründen dafür liegen keine Informationen vor.
Nach dem Ende des NS-Staats trat Heller der SED bei. Von 1946 bis 1950 arbeitete er freischaffend in Wernigerode, wo er auch Dozent an der Kunstschule war. 1949 beteiligte er sich am künstlerischen Wettbewerb Unsere neue Wirklichkeit und an der Ausstellung Mensch und Arbeit.
1950 zog er nach Ostberlin. Von 1950 bis 1953 war er Meisterschüler von Heinrich Ehmsen an der Akademie der Künste und von 1953 bis zum Ausscheiden aus dem Hochschuldienst 1958 Professor an der Hochschule für Bildende und Angewandte Kunst Berlin-Weißensee. Von 1956 bis 1958 war  er Rektor der Hochschule. Danach arbeitete er in Berlin-Spindlersfeld als freischaffender Künstler. Er war der „gefragteste Meister der Porträtkunst der fünfziger Jahre“ und malte vor allem prominente Persönlichkeiten der DDR. Bekannt wurden u. a. auch von ihm gestaltete Plakate, Buchillustrationen und baugebundene Arbeiten.
Heller hatte in der DDR eine große Zahl von Einzelausstellungen und Ausstellungsbeteiligungen, u. a. von 1953 bis 1973 von der Dritten Deutschen Kunstausstellung bis zur VII. Kunstausstellung der DDR in Dresden.
1954 unternahm Heller eine Studienreise in die Volksrepublik China. Seine Chinastudien stellte er 1955 gemeinsam mit Bernhard Kretzschmar, Werner Klemke, Harald Metzkes und Fritz Cremer in der Akademie der Künste aus. 1955 reiste Heller nach Paris.
Heller war Mitglied des Verbands Bildender Künstler der DDR und ab 1965 der Deutschen Akademie der Künste.

## Ehrungen (Auswahl)
- 1955: Goldmedaille der Kunstausstellung der Weltfestspiele der Jugend und Studenten in Warschau

- 1964: Nationalpreis der DDR II. Klasse
- 1963: Kunstpreis des FDGB
- 1951: Nationalpreis der DDR III. Klasse für Ausstellungsgestaltung als auch Ausgestaltung der Weltfestspiele

- Vergabe des Straßennamens Bert-Heller-Straße in Wernigerode

## Museen und öffentliche Sammlungen mit Werken Hellers (unvollständig)
- Altenburg/Thüringen: Lindenau-Museum
- Berlin: Alte Nationalgalerie
- Berlin: Berlinische Galerie[4]
- Berlin: Deutsches Historisches Museum
- Berlin: Märkisches Museum
- Berlin: Kunstsammlung der Akademie der Künste[5]
- Berlin: Kunstsammlung der Humboldt-Universität
- Chemnitz: Kunstsammlungen am Theaterplatz
- Dresden: Galerie Neue Meister[6]
- Dresden: Sächsischer Kunstfonds[6]
- Frankfurt (Oder): Brandenburgisches Landesmuseum für moderne Kunst
- Gera: Otto-Dix-Haus
- Halle (Saale): Kunstmuseum Moritzburg
- Leipzig: Museum der bildenden Künste
- Leipzig: Kunstsammlung der Universität Leipzig
- Schwerin: Staatliches Museum
- Wernigerode: Harzmuseum[7][8][9]

## Werke (Auswahl)
Gemälde
| - 1947 Holzsammlerin - 1947 Brockenschmiede (Triphthong) - 1947 Wernigeröder Rathaus im Bau - 1947 Burg Hohnstein - 1947 Florian Geyer - 1948 Der barmherzige Samariter - 1948 Rathaus in Wernigerode - 1950 Werner Hinz in der Rolle des Mephisto - 1951 Helene Weigel - 1951 Halbakt Toto - 1951 Thomas Müntzer - 1952 Gavroche - 1952 Bildnis Prof. Dr. Johannes Stroux - 1953 Bildnis des Schriftstellers Fritz Erpenbeck - 1954 Meine Mutter - 1954 Spielendes Kind - 1954 Bauplatz in Peking - 1955 Porträtstudie Kurt Maetzig - 1955 Taiwan - 1955/56 Bildnis Bertolt Brecht - 1957 Bildnis Wilhelm Pieck - 1957 Michael Kohlhaas, Triptychon - 1957 Meister Ehmsen | - 1958 Bildnis Hanns Eisler - 1958 Bildnis Eduard von Winterstein - 1959 Bildnis Prof. Dr. Hermann Henselmann - 1959 Bildnis Prof. Dr. Otto Nagel - 1959 Gustav-Adolf Schur und die Jungen - 1959 Bildnis Meine Kinder mit Kasper und Traktor - 1960 Adieu Elfenbeinturm - 1961 Bildnis Prof. Josef Kaiser - 1961 Bildnis Willi Bredel - 1963 Zwei vom VEB Blütenweiß - 1964 Mädchen im Duschraum (Brigade M.) - 1964 Bildnis Otto Grotewohl - 1965 Bildnis Gisela May - 1965 Bildnis Arnold Zweig - 1965 Ein König in Berlin / Louis Armstrong - 1966 Bildnis Prof. Dr. Dr. h. c. Walter Friedrich (Biophysiker) - 1966 Komponist Wilhelm Neef - 1967 Bildnis Aram Chatschaturjan - 1967 Bildnis Gret Palucca - 1967 Bildnis Prof. Dr. F. K. Kaul - 1967 Bildnis Galina Ulanowa - 1968 Bildnis Gabriele Seyfert - 1969 Bildnis Prof. Dr.h.c. Manfred von Ardenne |

| Zeichnungen - 1948 Anna Seghers - 1948 Jeanne d’Arc - 1952 Befreiung 1945 - 1954 Fritz Cremer - 1957 Ernst Busch als Galilei | Filmplakate - 1954 Ernst Thälmann – Sohn seiner Klasse - 1956 Thomas Müntzer – Ein Film deutscher Geschichte - 1957 Die Hexen von Salem (BRD-Titel Hexenjagd) - 1958 Die Elenden |

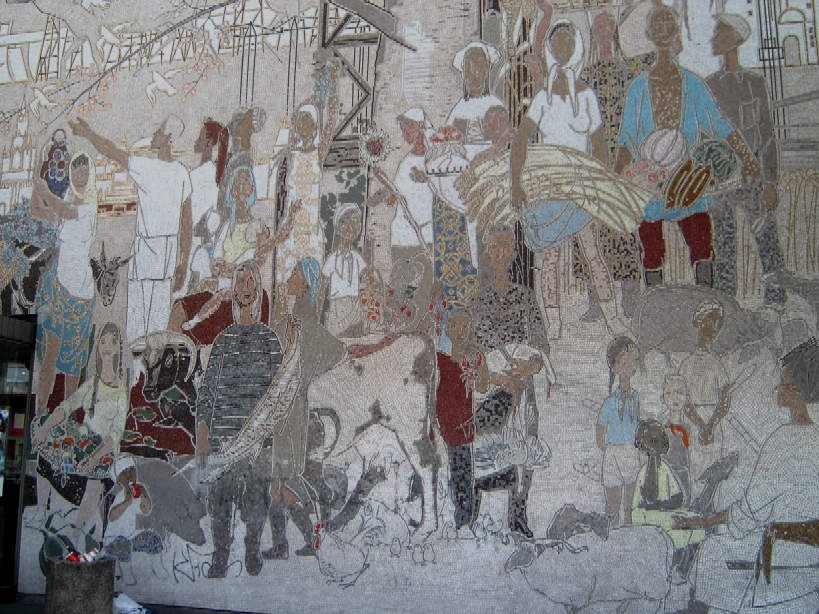
Mosaik am Café Moskau (1964)

| Baugebundene Arbeiten - 1947 Secco im Rathaus von Wernigerode - 1948 Harzsagen Ratskeller Wernigerode (nicht erhalten, siehe Harzsagen mit Fotos in einem Heft von Druka Wernigerode, 2. November 1949, Auflage 5000 Stück) - 1959 Mosaik Kernspaltung im Eingangsbereich des ehemaligen Instituts für angewandte Radioaktivität in Leipzig - 1964 Szenen aus dem Leben der Völker der Sowjetunion (Mosaik am Café Moskau in Berlin) - 1969 Wandbild im Palais Unter den Linden Buchillustrationen - 1943 Lutz Mackensen: Sagen der Deutschen im Wartheland. Mit 26 Federzeichnungen von Bert Heller - 1955 Michael Gold: Charlie Chaplins Parade - 1958 Mulk Raj Anand: Indische Märchen - 1959 Theun de Vries: Die Landschaft | - 1960 Sadek Hedajat: Die Legende von der Schöpfung - 1961: Heinrich Mann: Künstlernovellen - 1961 Muchtar Äuesow: Über Jahr und Tag - 1961 Claus und Wera Küchenmeister: Judiths wunderbarer Ball - 1963 Galina Nikolajewa: Wassilissa und die Wunder - 1964 Shakespeare: Sonette - 1964 Aubrey Pankey: Der Feuervogel - 1965 Konrad Winkler: Seide aus Kranichfedern - 1965 Joachim Priewe: Sommerliche Seeligkeiten - 1966 Goethe: Faust, der Tragödie erster und zweiter Teil - 1967 Mulk Raj Anand: Der Brahmane, der Tiger und der Schakal - 1967 Axel Frelau: Die schwarze Trommel - 1968 Kalevala; VEB Hinstorff Verlag Rostock - 1970 Helmuth Pelzer (Hrsg.): Chanson nebenan |  |